# Олімпія (Тегусігальпа)
СК «Олімпія» (ісп. Club Deportivo Olimpia) — гондураський футбольний клуб з Тегусігальпи, заснований у 1912 році. Виступає в Лізі Насіональ. Домашні матчі приймає на «Естадіо Тібурсіо Каріас Андіно», місткістю 35 000 глядачів.

## Досягнення
- Чемпіонат Гондурасу
  - Чемпіон: 1966/67, 1967/68, 1969/70, 1971/72, 1977/78, 1982/83, 1984/85, 1986/87, 1987/88, 1989/90, 1992/93, 1995/96, 1996/97, 1998/99, 2000 (Апертура), 2002 (Ап.), 2004 (Клаусура), 2005 (Кл.), 2005 (Ап.), 2006 (Кл.), 2008 (Кл.), 2009 (Кл.), 2010 (Кл.), 2011 (Ап.), 2012 (Кл.), 2012 (Ап.), 2013 (Кл.), 2014 (Кл.), 2015 (Кл.), 2016 (Кл.).
  - Віце-чемпіон: 1965/66, 1968/69, 1970/71, 1975/76, 1988/89, 1994/95, 1998 (Клаусура), 1999 (Апертура), 2000 (Кл.), 2001 (Кл.), 2002 (Кл.), 2003 (Ап.), 2004 (Ап.), 2006 (Ап.), 2009 (Ап.), 2010 (Ап.), 2011 (Кл.)
- Кубок Гондурасу
  - Володар: 1995/96, 1998/99, 2015
- Суперкубок Гондурасу
  - Володар: 1996/97
- Ліга чемпіонів КОНКАКАФ
  - Чемпіон: 1973, 1988
  - Фіналіст: 1985, 2000
- Ліга КОНКАКАФ
  - Чемпіон: 2017.